# Racivir
Racivir là một chất ức chế men sao chép ngược nucleoside thử nghiệm (NRTI), được phát triển bởi Pharmasset để điều trị HIV. Nó là đồng phân của emtricitabine, một NRTI được sử dụng rộng rãi, có nghĩa là hai hợp chất là ảnh phản chiếu của nhau. 

Emtricitabine, chất đồng hóa của racivir và NRTI được sử dụng rộng rãi